# Ivon Curi
Ivon José Curi (Nachname oft fälschlicherweise Cury; * 5. Juni 1928 in Caxambu/Minas Gerais; † 24. Juni 1995 in Rio de Janeiro/Rio de Janeiro) war ein brasilianischer Sänger, Komponist und Schauspieler. Seine aktive Zeit hatte er von 1947 bis zu seinem Tod, er vertrat die musikalische Stilrichtung Música Popular Brasileira (MPB).

## Leben
Ivon Curi begann um 1944 Sambas und Chansons auf Partys und Shows, später im Radio zu singen. In Rio de Janeiro bekam er seine erste große Karrierechance durch Caribé da Rocha, der ihn als Vorsänger für das Orquestra Zacarias im Hotel Copacabana Palace unter Vertrag nahm. Dort traf er die größten Stars dieser Zeit. Dabei wurde er stark von dem französischen Sänger Jean Sablon beeinflusst, dessen bekanntestes Werk das Lied J’attendrais war. 1947 bekam er seinen ersten Vertrag bei Radio Nacional, um in den Shows von Emilinha Borba, Dalva de Oliveira und Ângela Maria aufzutreten. Anschließend wechselte er zu Rádio Tupi.
1949 nahm er für das die Plattenfirma Continental im Duett mit Carmélia Alves den Baião Me leva auf. Anfang der Fünfzigerjahre änderte er seinen Stil und begann Witze zu erzählen und Grimassen zu schneiden, um dann Chansons und nordostbrasilianische Lieder zu singen. Nach Touren durch Brasilien machte er 1956/57 eine Europatournee u. a. mit Shows in Portugal, wo er zum ersten Mal den Stil einer One-Man-Show annahm und als der beste Interpret der brasilianischen Musik bezeichnet wurde.
Als die Jovem Guarda große Erfolge feierte, zog sich Ivon Curi zeitweise aus dem artistischen Leben zurück. 1971 feierte er mit der Show Ivon Curi em todos os tempos sein Comeback im Teatro Casa Grande, wo er sich als Show-Man darstellte und einen Rückblick auf seine Karriere machte, um dann eine Langspielplatte mit dem gleichen Namen herauszubringen. 1977 veröffentlichte das Label Continental die LP Ivon Curi als Nummer 26 der Serie Idole der MPB.
1984 hatte er ein erneutes Comeback und feierte 1987 sein 40-jähriges Bühnenjubiläum mit der LP Ivon Curi ontem e hoje. 1993 moderierte er das Programm Show da Manchete und begann mit der Show A França e quinze saudades, in der er Chansons interpretierte, die die Grundlage für die LP Douce France bildeten, seine letzte Soloarbeit. Seine letzte Aufnahme war der Titel Forró do beliscão, der 1995 auf João Batista do Vale (BMG) aufgenommen wurde, eine Hommage an den Komponisten João do Vale. Seine letzte TV-Rolle war der Gaúcho Gaudêncio in Escolinha do Professor Raimundo. Außerdem wurde er als brasilianische Stimme des Lumiere, der Kerzenleuchter in Disneys Die Schöne und das Biest, bekannt.

## Familie
Curi war verheiratet und hatte vier Kinder. Seine Tochter Ivana war Designerin in Rio de Janeiro. Seit 2018 lebt und arbeitet Ivana Curi als Künstlerin in Deutschland (Fürth in Bayern).